# Ютта Шпонгеймская
Ютта Шпонгеймская (нем. Jutta von Sponheim (22 декабря 1091—1136) — немецкая монахиня, наставница Хильдегарды Бингенской.

## Биография
Ютта, дочь графа Стефана Шпонгеймского, была с детства предназначена церкви, однако вместо того, чтобы уйти в монастырь, она выбрала более трудную дорогу отшельницы. Благодаря своему религиозному рвению, а также, предположительно, родству со многими знатными семействами, она приобрела большую популярность, и ей на воспитание и обучение были отданы многие девочки из знатных немецких семейств, самой известной из которых стала Хильдегарда Бингенская.
Ютта отличалась большим аскетическим рвением, занималась самобичеванием, носила вериги и власяницу и отказывалась от разрешенных бенедиктинским уставом послаблений в диете для больных. Она умерла в 44 года, оставив Хильдегарду руководительницей зарождавшейся вокруг её скита женской монашеской общины.